# 国家移民管理局

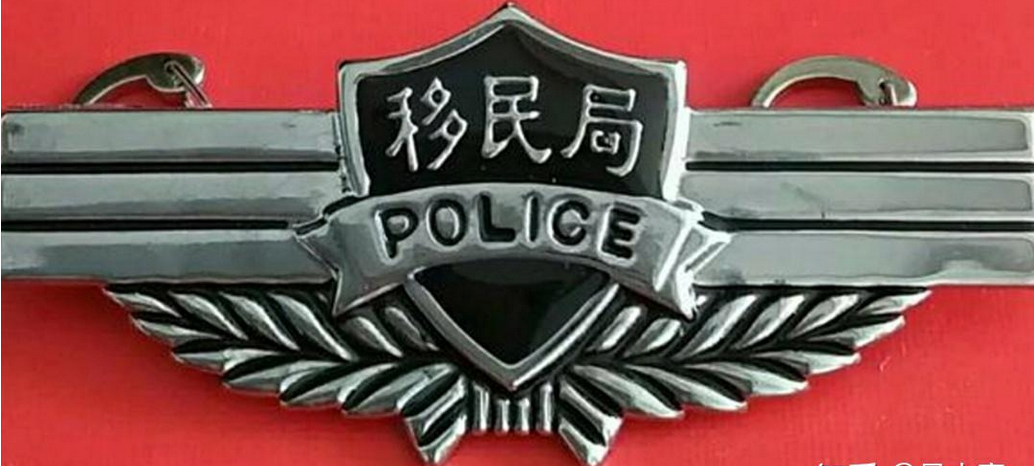
国家移民管理局胸章

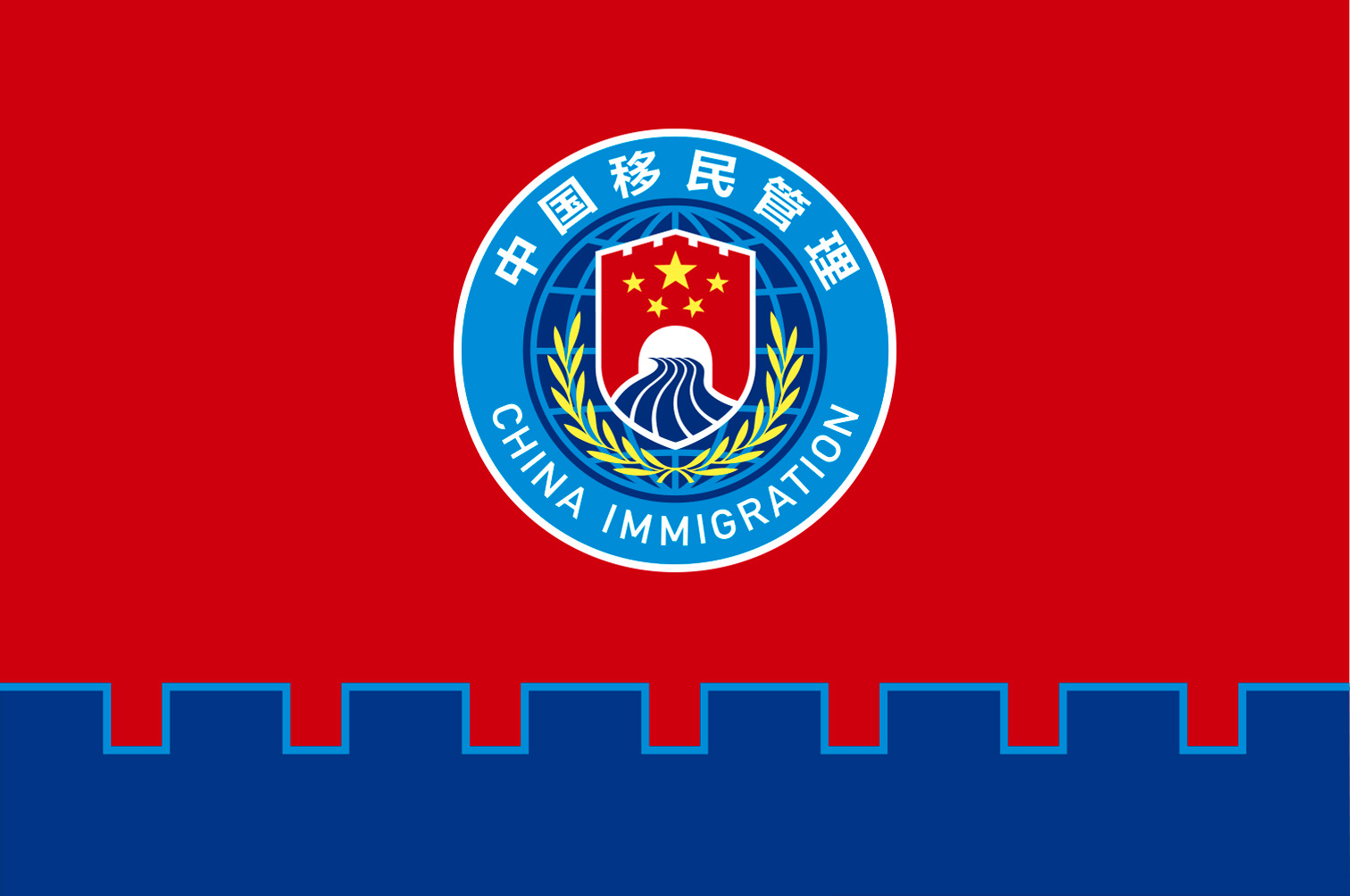
2021年4月2日起启用的国家移民管理队伍队旗

国家移民管理局，同时加挂中华人民共和国出入境管理局牌子，规范化简称为国家移民局（中国出入境管理局），民间常简称移民局或出入境，是中华人民共和国国务院负责移民出入境、边防管理的国务院部委管理的国家局，级别为副部级，现由中华人民共和国公安部管理。
国家移民管理局主要负责协调拟定中国的移民政策并组织实施，负责出入境管理、口岸证件查验和边民往来管理，负责外国人在华停留居留和永久居留管理、难民管理、国籍管理，牵头协调“非法入境、非法居留、非法就业”外国人（简称“三非外国人”）治理和非法移民遣返，负责中国公民因私出入国（境）服务管理，承担移民领域国际合作等。

## 历史

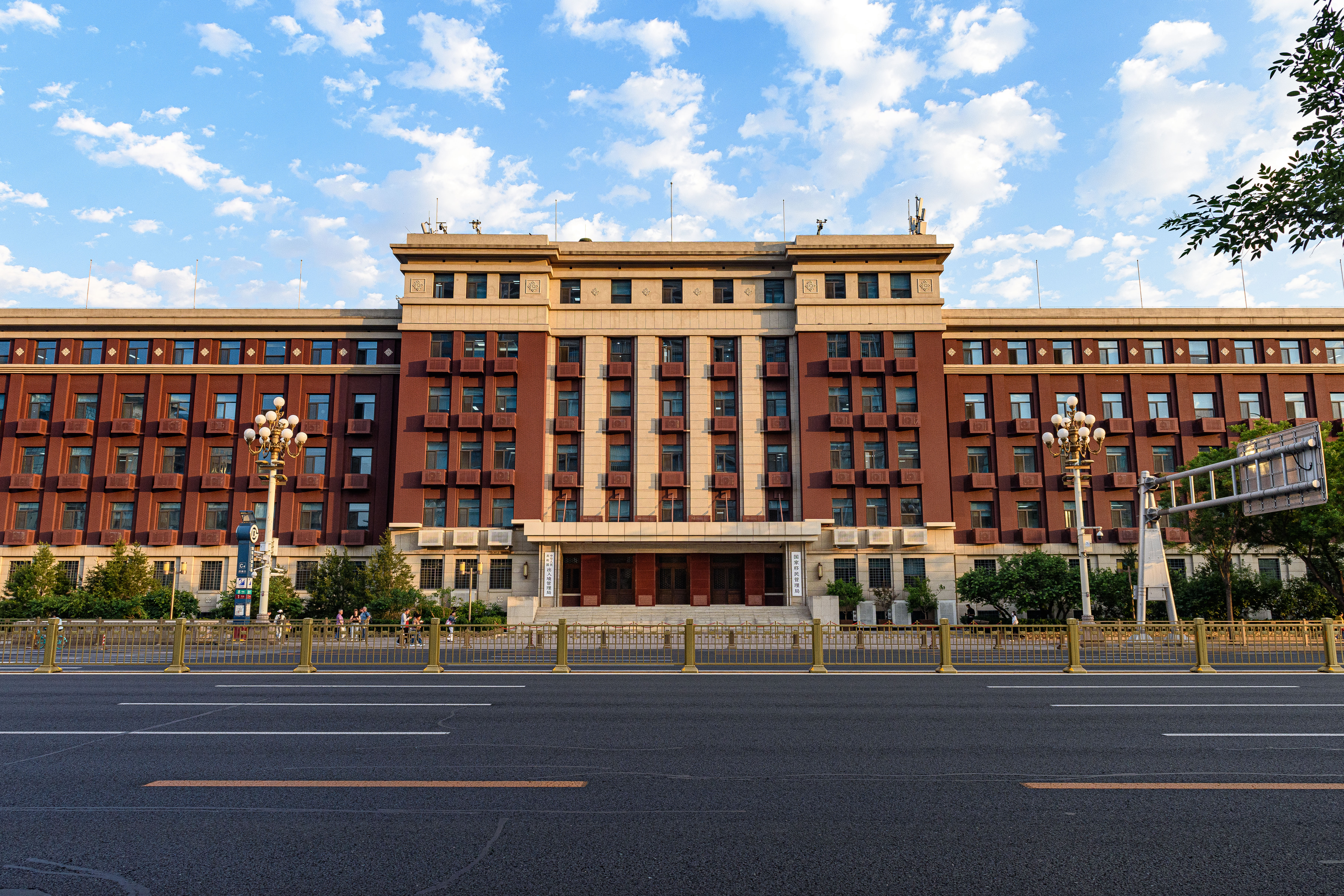
国家移民管理局所在的东长安街6号楼

2018年之前，中华人民共和国公安部内设机构有公安部出入境管理局（公安部六局），主管公安出入境管理工作。各省、自治区、直辖市公安厅、局下设出入境管理局（处），负责本地区的公安出入境管理工作；绝大多数的地市和工作量大、工作任务比较重的县级公安机关也成立了出入境管理专门机构，具体执行出入境管理的各项工作任务。地方各级公安机关出入境管理部门在业务上接受上级公安机关出入境管理部门的指导，同时接受同级公安机关的领导。
原公安边防部队是国家部署在沿边沿海地区和口岸的一支重要武装执法力量，隶属于公安部边防管理局（公安部四局），实行武警现役体制。公安边防部队在省、自治区、直辖市设公安边防总队，在边境和沿海地区（市、州、盟）设公安边防支队，在县（市、旗）设公安边防大队，在沿边沿海地区乡镇设边防派出所，在内地通往边境管理区的主要干道上设边防公安检查站；在沿海地区设海警支队、大队；在开放口岸设边防检查站。截至2018年，全国共设1845个边防派出所。
1998年7月，北京、天津、上海、广州、深圳、珠海、厦门、海口、汕头9个城市成立了出入境边防检查总站，由公安部垂直领导。 2011年，根据中央编办《关于调整北京等七个职业制边防检查总站机构规格的批复》（中央编办复字〔2011〕54号），深圳边检总站等7个职业化边防检查总站规格由副厅级调整为正厅级，机构隶属关系和人员编制不变。
2018年3月17日，第十三届全国人民代表大会第一次会议通过《第十三届全国人民代表大会第一次会议关于国务院机构改革方案的决定》，批准《国务院机构改革方案》。方案规定：“组建国家移民管理局。将公安部的出入境管理、边防检查职责整合，建立健全签证管理协调机制，组建国家移民管理局，加挂中华人民共和国出入境管理局牌子，由公安部管理。”
2018年4月2日，国家移民管理局正式挂牌成立。2018年12月25日，公安现役部队官兵正式退出现役，2019年1月1日，公安边防部队举行集体换装仪式，正式转为人民警察编制。
在此次机构改革中，原公安边防部队各省级总队整体转隶并集体退出现役，调整组建省（区）出入境边防检查总站，其中内蒙古、辽宁、吉林、黑龙江、广西、云南、西藏、甘肃、新疆等九个沿边省（区）出入境边防检查总站加挂所在地公安厅边境管理总队牌子，边境管理总队下辖若干个正处级边境管理支队，由国家移民管理局垂直管理。撤销汕头边检总站，下属单位划入深圳边检总站等。本次改革中，原九个沿边省区边防派出所调整为边境派出所，由属地边境管理支队（或大队）领导，属国家移民管理局系统，列入中央财政预算单位序列。原沿海省份边防派出所调整为地方公安派出所，由属地基层公安（分）局管理，属地方公安系统，列入地方财政预算单位序列。此外，以公安部边防管理局部分训练管理力量等建制为基础，组建国家移民管理局常备力量第一总队（国家移民管理局党校），队部驻北京市朝阳区金盏乡楼梓庄东高路；以公安边防部队士官学校等建制为基础，组建国家移民管理局常备力量第二总队（国家移民管理局教育训练网络学院），队部驻云南省昆明市官渡区云大西路705号。
改革后，国家移民管理局领导管理33个出入境边防检查总站和2个常备力量总队。全国移民管理系统设285个出入境边防检查站和46个边境管理支队。国家移民管理局同时以中华人民共和国出入境管理局的名义指导31个省（直辖市、自治区）公安厅（局）所属的出入境管理局（处）的出入境管理等业务。
2019年6月1日，根据机构改革的实际，现行在中华人民共和国境内签发的出入境证件的签发机关名称全部完成调整。其中中国内地居民出入国及外国人入境、停留、居留、永久居留等证件，将以中华人民共和国国家移民管理局名义签发；中国公民往来港澳台地区的出入境证件，将以中华人民共和国出入境管理局名义签发。原公安部出入境管理局签发的各类出入境证件在证件有效期内可继续使用。
2019年9月3日，国家移民管理局召开国家移民管理局遣返中心筹备组工作会议，披露了组建中的国家移民管理局廊坊、九台、黄陂、花都、东兴、瑞丽、新市遣返中心。
2021年4月1日，经中共中央批准，国家移民管理机构于2021年4月2日启用队旗和标志。
2024年5月22日，国家移民管理局办公地址变更为北京市东城区东长安街6号，该建筑1953年建成时为中央人民政府燃料工业部大楼，后经历多次入驻单位更替。
2024年12月1日起，国家移民管理局依据中华人民共和国国家标准《对外开放口岸边防检查现场标志》（GB 43704—2024），在全国各口岸启用新版对外开放口岸出入境边防检查现场标志。新版主标志由中国移民管理标志和“中国移民管理”中英文字共同组成，取代原有的“中国边检”标志。

## 职责
根据《国家移民管理局职能配置、内设机构和人员编制规定》，国家移民管理局承担下列职能：
1. 负责全国移民管理工作；
2. 负责协调拟订移民和出入境管理政策与规划并协调组织实施，起草相关法律法规草案；
3. 负责建立健全签证管理协调机制，组织实施外国人来华口岸签证、入境许可签发管理和签证延期换发；
4. 负责外国人来华留学管理、工作有关管理、停留居留和永久居留管理、国籍管理、难民管理；
5. 负责出入境边防检查、边民往来管理、边境地区边防管理；
6. 负责中国公民因私出入境管理、港澳台居民回内地（大陆）定居审批管理；
7. 牵头协调非法入境、非法居留、非法就业外国人治理和非法移民遣返，查处妨害国（边）境管理等违法犯罪行为；
8. 承担移民领域国际合作等。

## 机构设置
根据《国家移民管理局职能配置、内设机构和人员编制规定》，国家移民管理局内设机构为副司局级，各边检总站、常备力量总队为正厅级。国家移民管理局设置下列机构：

### 内设机构
- 综合司（移民事务国际合作司）
- 政策法规司
- 外国人管理司
- 公民出入境管理司
- 边防检查管理司
- 信息科技司
- 干部人事司
- 后勤保障司
- 机关党委

### 直属机构
出入境边防检查总站
- 北京出入境边防检查总站
- 天津出入境边防检查总站
- 上海出入境边防检查总站
- 广州出入境边防检查总站
- 深圳出入境边防检查总站
- 珠海出入境边防检查总站
- 厦门出入境边防检查总站
- 海口出入境边防检查总站
- 重庆出入境边防检查总站
- 河北出入境边防检查总站
- 山西出入境边防检查总站
- 吉林出入境边防检查总站（吉林省公安厅边境管理总队）
- 辽宁出入境边防检查总站（辽宁省公安厅边境管理总队）
- 黑龙江出入境边防检查总站（黑龙江省公安厅边境管理总队）
- 陕西出入境边防检查总站
- 甘肃出入境边防检查总站（甘肃省公安厅边境管理总队）
- 青海出入境边防检查总站
- 山东出入境边防检查总站
- 浙江出入境边防检查总站
- 河南出入境边防检查总站
- 湖北出入境边防检查总站
- 湖南出入境边防检查总站
- 江西出入境边防检查总站
- 江苏出入境边防检查总站
- 安徽出入境边防检查总站
- 四川出入境边防检查总站
- 贵州出入境边防检查总站
- 云南出入境边防检查总站（云南省公安厅边境管理总队）
- 内蒙古出入境边防检查总站（内蒙古自治区公安厅边境管理总队）
- 新疆出入境边防检查总站（新疆维吾尔自治区公安厅边境管理总队）
- 宁夏出入境边防检查总站（宁夏回族自治区公安厅边境管理总队）
- 广西出入境边防检查总站（广西壮族自治区公安厅边境管理总队）
- 西藏出入境边防检查总站（西藏自治区公安厅边境管理总队）

常备力量总队
- 国家移民管理局常备力量第一总队（中共国家移民管理局党校）
- 国家移民管理局常备力量第二总队（国家移民管理局教育训练网络学院）

遣返中心
- 国家移民管理局北京遣返中心
- 国家移民管理局长春遣返中心
- 国家移民管理局广州遣返中心
- 国家移民管理局东兴遣返中心
- 国家移民管理局瑞丽遣返中心

### 直属事业单位
- 出入境管理信息技术研究所
- 移民事务服务中心（新闻中心、中国移民管理报社）
- 警务保障中心

## 历任领导
| 局长 - 许甘露 副总警监（公安部副部长兼，2018年3月－2025年4月） - 王志忠 副总警监（公安部副部长兼，2025年4月－） 副局长 - 尹成基 一级警监（2018年4月－2022年9月） - 曲云海 一级警监（2018年4月－2024年5月） - 李裕禄 一级警监（2019年3月－2024年9月） - 赵昌华 一级警监（2019年3月－2022年6月） - 李俊杰 一级警监（2022年9月－2025年8月） - 刘海涛 一级警监（2023年2月－） - 毛旭 一级警监（2024年7月－） - 张勇 一级警监（2024年9月－） |